# IMDI

Logotip de l'IMDI

IMDI (ISLE Meta Data Initiative) és un estàndard de metadades per descriure els recursos multimèdia i multimodals de lingüística. L'estàndard proporciona interoperabilitat per descàrrega i es poden cercar estructures de corpus lingüístic i descripcions de recursos amb ajuda d'eines específiques. El projecte es basa en part en les convencions i normes existents en la comunitat de Recursos d'Idiomes.
El Corpus navegable basat en la web a l'Institut Max Planck de Psicolingüística li permet navegar a través dels corpora IMDI i cercar recursos lingüístics.